# Trachyliopus microphthalma
Trachyliopus microphthalma là một loài bọ cánh cứng trong họ Cerambycidae.